# 活字印刷术

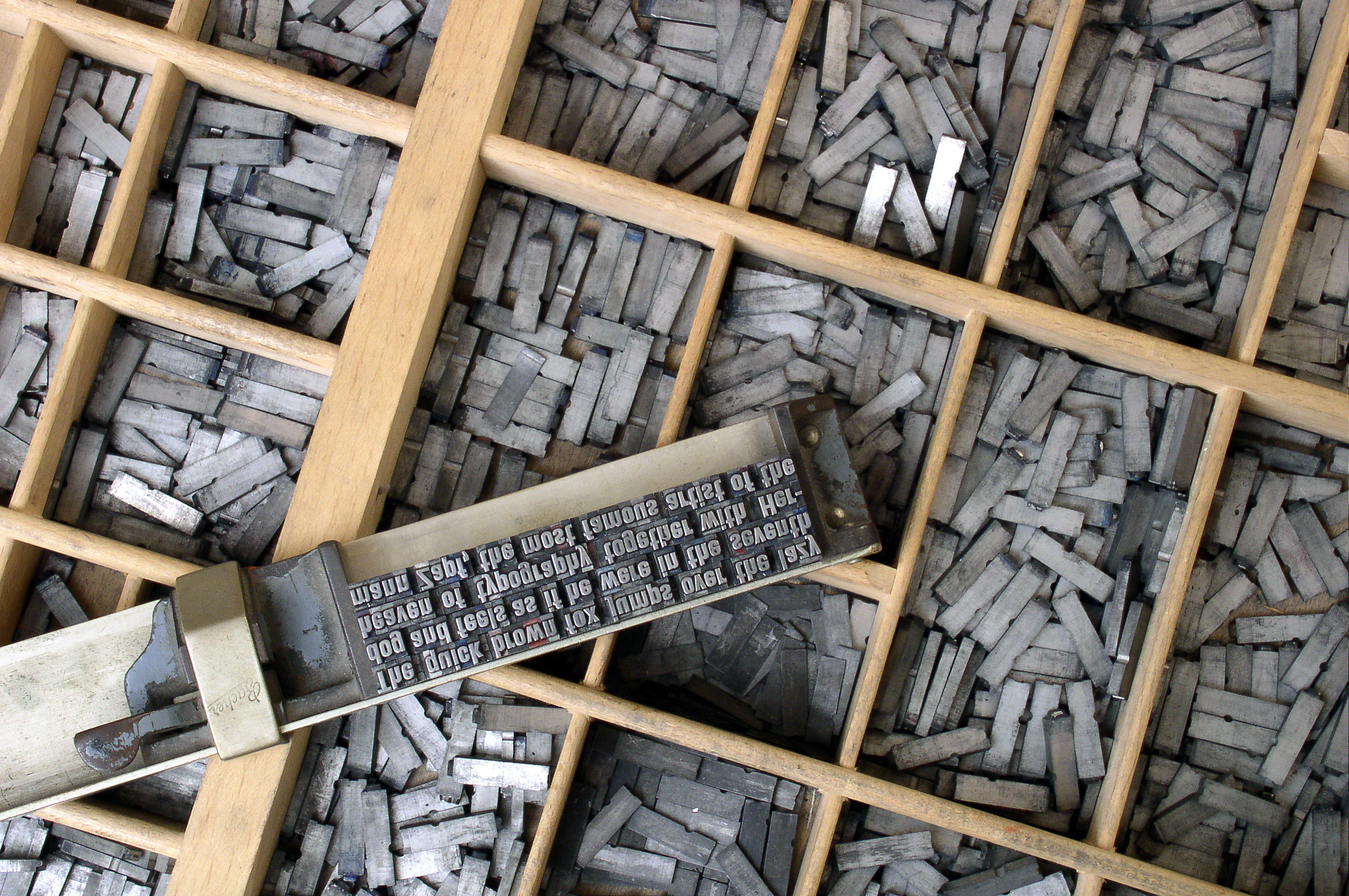
金屬活字。

活字印刷術是一種印刷方法，使用可以移動的木刻字、金屬或膠泥字塊，用來取代傳統的抄写，或是無法重複使用的雕版印刷。

## 發明

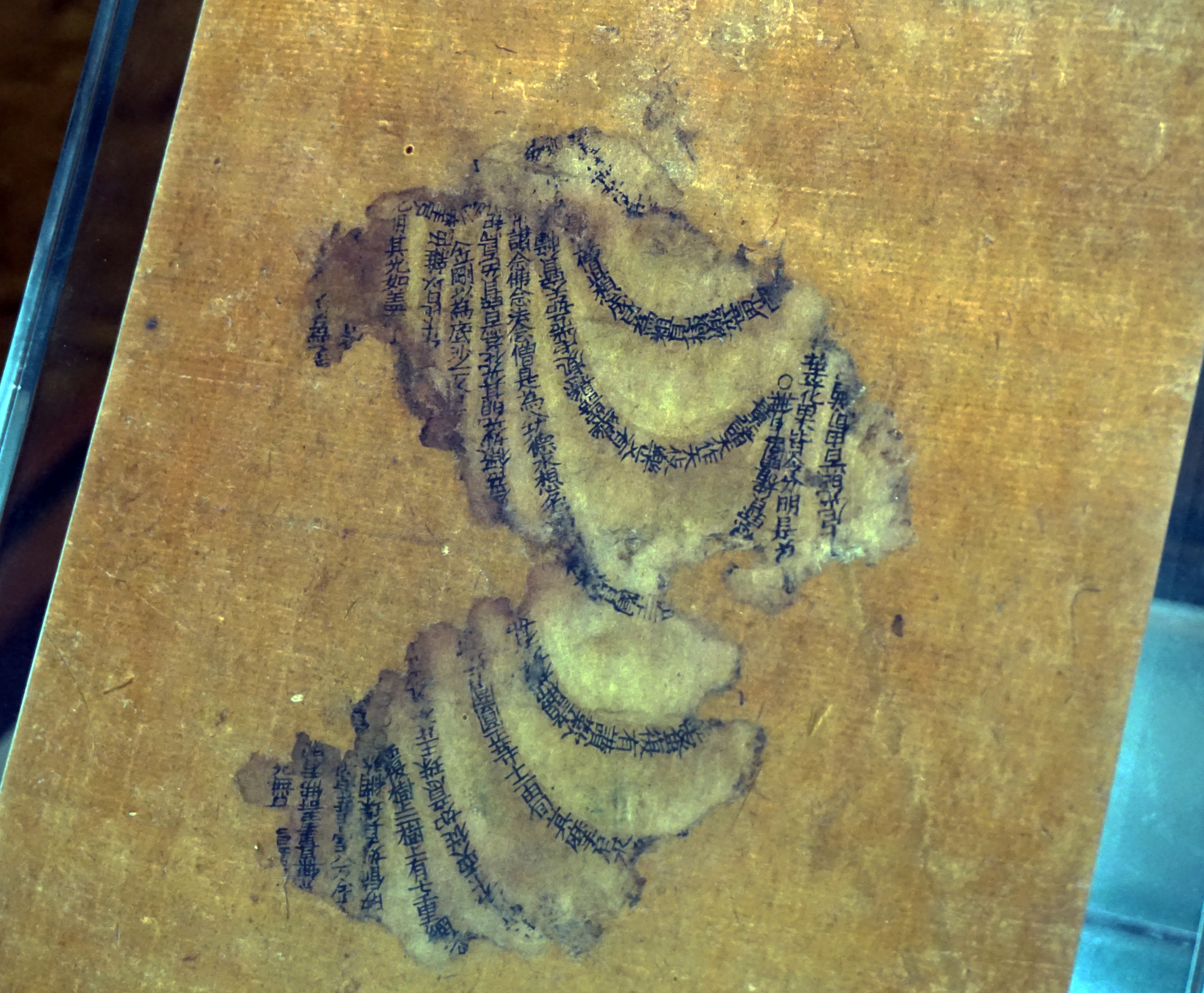
现存最早的活字印刷品实物：1103年《佛说观无量寿佛经》残页

雕版印刷術起源於古代中国。早在隋唐，雕版印刷大行于市。传至宋代，毕昇发明了活字印刷术。历代出现各种活字，包括胶泥活字、木活字、陶活字、瓷活字、铜活字等，不过活字印刷术在古代中国并未普及。汉字数量众多，活字印刷不及西方文字便利，对技术和要求也较高；而雕版印刷容易体现汉字的书法美感，并且便于保存。
大約在1045年，畢昇發明了膠泥活字印刷術，用以取代雕版印刷術。與畢昇同時代的沈括在《夢溪筆談》中有详细記載：
畢昇用黏土制成字模，每字一模刻在突面反體，深度為1－2毫米，然後用火煅燒。製版時，在四邊有框的鐵板上放一層松脂、蠟及紙灰，在鐵框上排放鐵條，在兩根鐵條間植以活字，植滿後再置另一鐵條，再行植字，直至整版植滿為止。以火烘鐵板使松脂等融化，冷卻使活字固定在鐵板上。趁未冷前，以一平板在上面按平活字，印版即製成（pp. 65-66）。
印刷時，一般用兩塊鐵板。當第一塊印版植完字後，遂即上墨，覆紙刷印；同時，在第二塊板上繼續植字。第一塊印版印完，用火烘，使松脂等融化，取下活字再用；此時第二塊印版已植好，再刷印。二板輪流交替使用，活字也反覆利用。常用字造20個或以上，以備一版重覆出現時所用；冷僻字則臨時用膠泥刻出。印好後拆版，取下活字，各放入小木格內，外面按字韻分類，貼上紙標籤，以便檢索（p. 66）。
畢昇的活字原料「膠泥」，指燒陶器用的黏土，制成活字後在陶窰中燒，燒成後的泥活字堅硬光滑（p. 75）。畢昇的活字印刷術完整包括製活字、排版、拆版、刷印、活字貯藏及檢索等工序，適用於印製篇幅及印數大的刊物。
法国汉学家儒莲曾将《梦溪笔谈》中毕昇发明活字印刷术的一段史料翻译成法文，他是最早将毕昇发明活字印刷术的史实介绍到欧洲的人。

## 在中国的發展

### 石活字
有观点认为契丹人受印章雕刻启发，参照雕版印刷术优缺点发明了契丹大字石活字印刷，比毕昇的泥活字早150年。

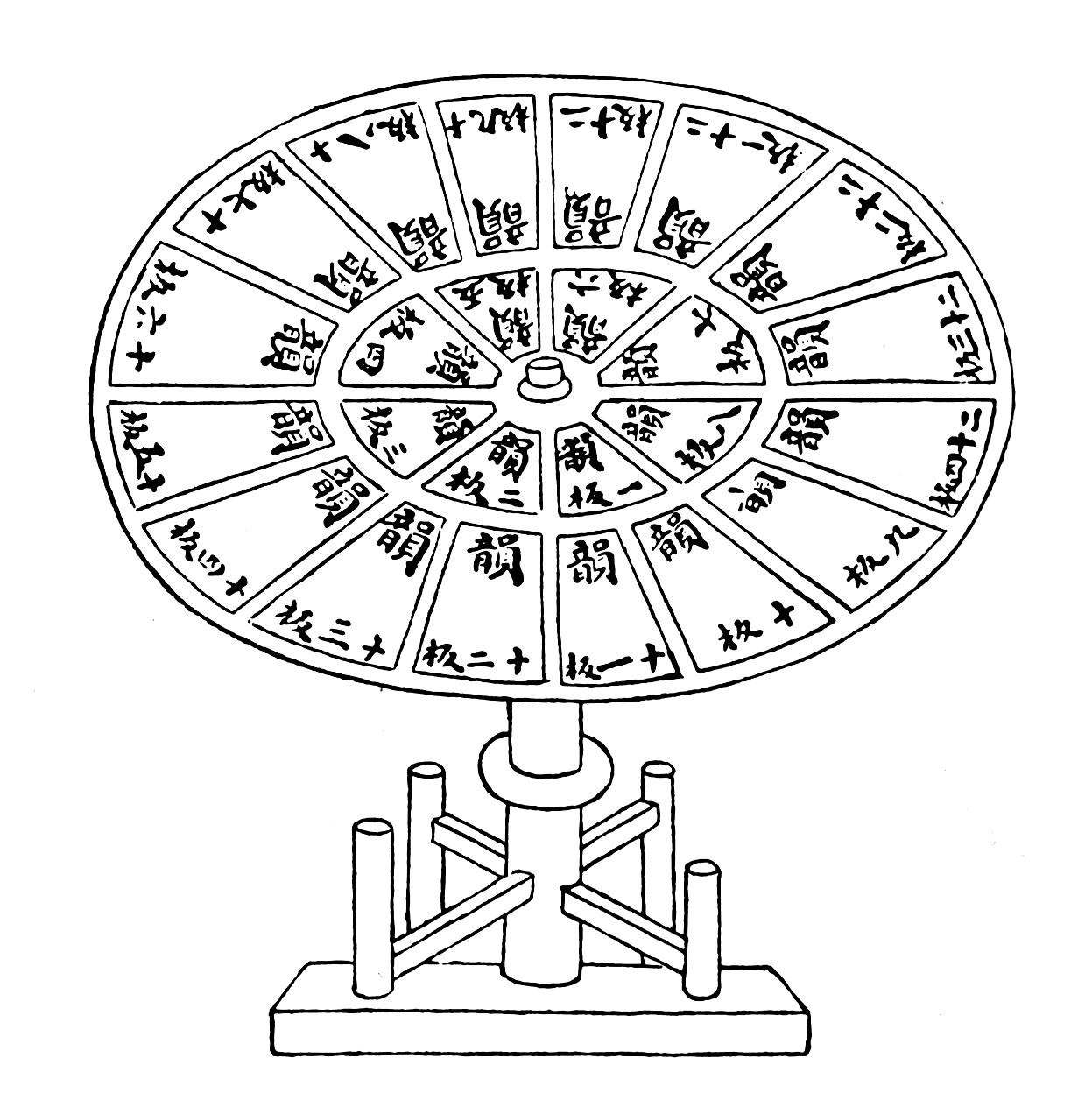
元朝王禎著作《農書》裡所繪的印刷活字盤。

### 胶泥活字
考古學家在温州發掘出北宋崇宁二年（1103）年间的《佛说观无量寿佛经》残本、在河西走廊發掘出12世紀早期，即晚毕昇約100年的大量西夏文佛經，包括泥活字印刷的孤品《维摩诘所说经》實物。西夏文物专家孙寿岭烧制出了泥活字。2002年到2005年，中國印刷博物館研究室根據《夢溪筆談》的記載，研製出了可以實際使用的泥活字，同樣證實了泥活字的可行性。
北宋崇宁二年（1103）年间的《佛说观无量寿佛经》残本于1965年在浙江温州市郊白象塔内发现。经宽13厘米，残高8.5－10.5厘米，纸色发黄，但质地坚韧柔软，经文按回旋形排列。经与宋版书比勘，特异之处殊多，而具有活字版特征：字体较小；字体长短大小不一，笔画粗细不均；字距极小，紧密无间；排列不规则（呈回旋形排序，有纵有斜有横）；漏字；纸面可见到字迹有轻微凹陷，墨色亦浓淡不一。
有学者认为，“温州发现的印本残页……考古学家金柏东将此本鉴定为北宋泥活字本。这说明毕昇之后50年（1103）北宋仍以泥活字印书……温州发现的印本是现存最早的泥活字印刷品，这个结论仍然成立，它是毕昇活字技术的最早历史见证。”；有学者认为，“尽管这一文献还不能确定为真正意义上的活字印刷品，但它却不失为当时活字印刷的一个特例，它可以证明活字的存在、活字印刷技术的存在。”。
西夏时期采用毕昇泥活字印刷术创制的西夏文泥活字排印的《维摩诘所说经》，印制时间约为公元12世纪前期，只比毕昇发明的活字印刷晚一百多年，是现存世界上最早的泥活字印本。。
西夏（1032-1227）時期的《妙法莲华经集要义镜注》某卷末页有6行题款，记录了参加印刷该经书的人名及其工作分工，如“印面校者”、“印取字者”、“作字兼丁者”等，仅十余字，但已概括了活字印刷所经历的必要工序，有校对、取字、作字兼作字丁、刷印。“取字”、“作字兼丁”等工序，是雕版印刷中根本不需要的工序。
南宋绍熙四年（1193年），大臣周必大用沈括在《梦溪笔谈》中记述的铜版胶泥活字法，印制所撰的《玉堂杂记》。
安徽人翟金生制胶泥活字十万枚，在1844年印制自己的诗集《泥板试印初编》，在1857年又印《翟氏宗谱》。原本现藏中国国家图书馆（p. 187）。

### 木制活字

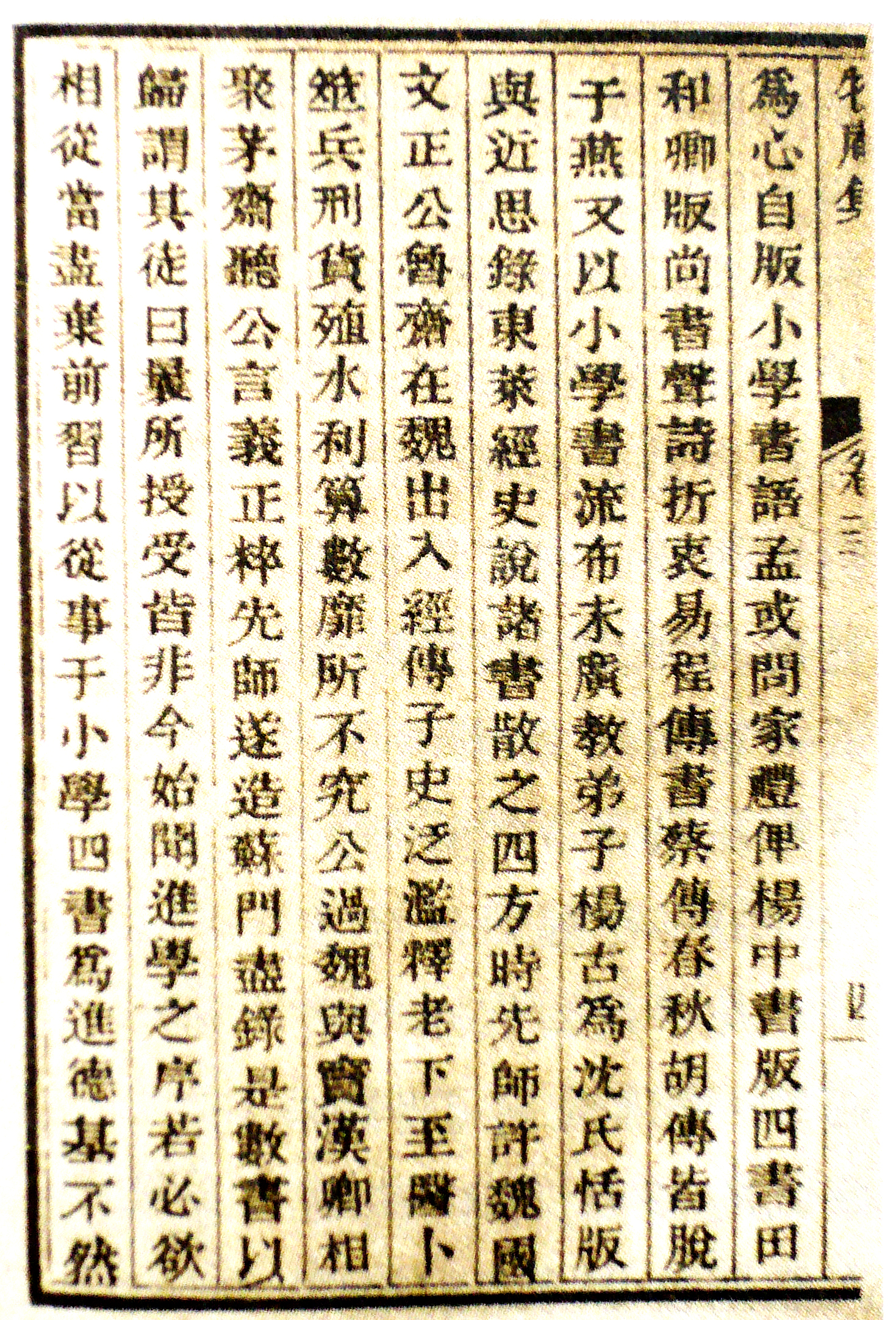
清乾隆年间木活字《武英殿聚珍版从书》书页

王祯在《农书》中叙述木制活字：“今又有巧便之法，造板木作印盔，削竹片为行，雕版木为字，用小细锯锼开，各作一字，用小刀四面修之，比试大小，高低一同。然后排字作行，削成竹片夹之。盔字即满，用木榍榍之，使坚牢字皆不动。然后用墨刷印之”。王祯用木活字在1299年印刷六万字的《旌德县志》100部（p. 191）。并于此后不久，刊行所著《造活字印书法》（pp. 41-54）。
元英宗至治二年（1322年），浙江奉化县尹马称德，用十万木活字，排印《大学衍义》四十三卷二十册。明代用木活字排印的印刷物包括《壁水群英待问会元》、《四友斋丛说》、《晏子春秋》、《小字录》、《栾城集》等。
清世宗雍正十一年（1733年）雍正诏令制木刻活字。253500個木刻活字，在一年内全部完成，排印了2300卷《武英殿聚珍版丛书》。金简在图文并茂的《武英殿聚珍版程式》一书中记述造木活字的程序（p. 193）。

### 金屬活字

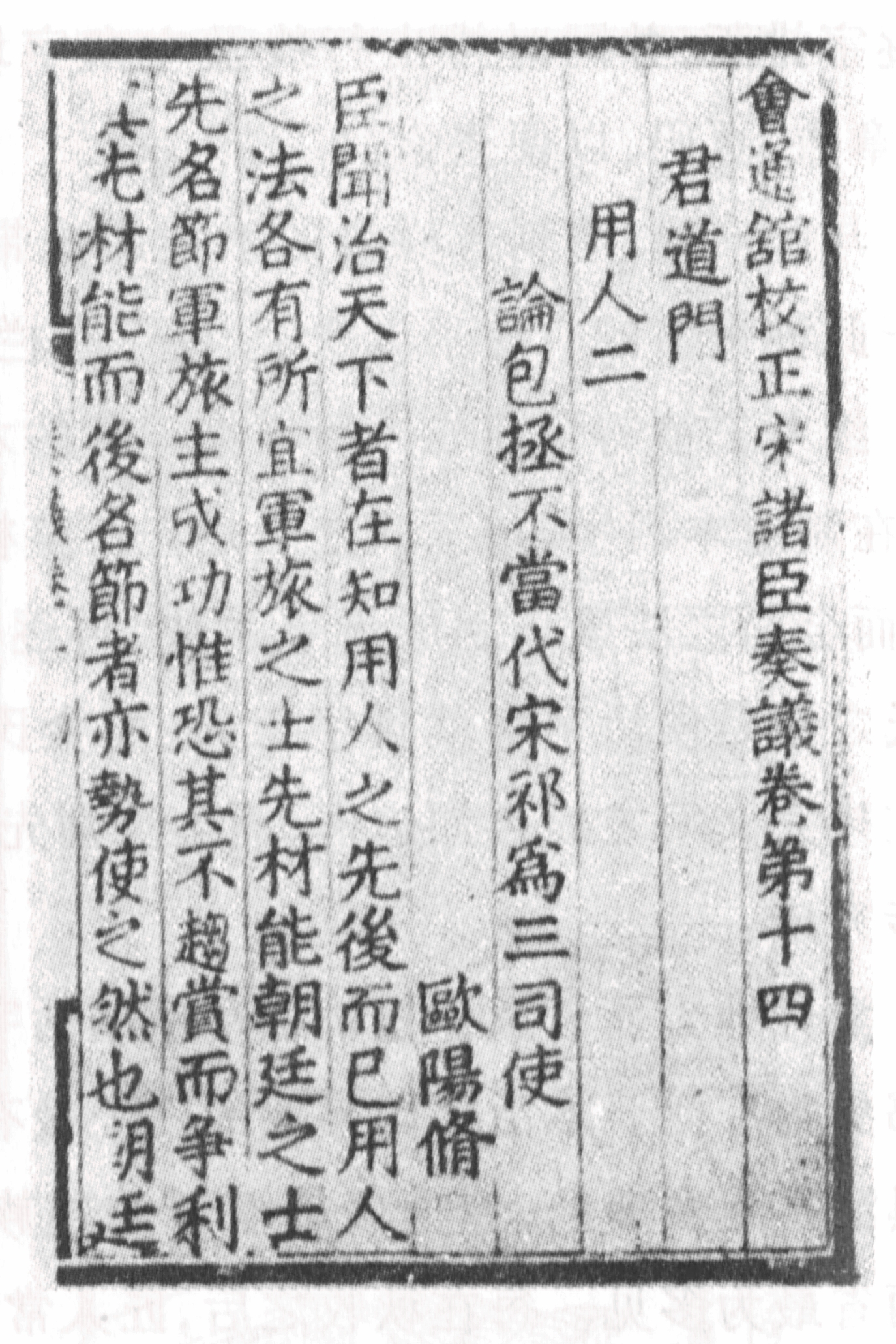
1490年华隧铜活字印本 《宋诸臣奏议》。

金属活字起源于宋代铜板纸币，纸币票面印有料号、字号；这些防伪的部分，每张钞票不同，在钞票铜版上留出四方空位，填植活字形成完整的钞票铜版：每个字取自《千字文》，两个铜活字可得499500种编号。1914年出版的罗振玉《四朝钞币图录》收录1215年铸金代“贞佑宝卷”五贯八十足陌拓片，其中字料行有铜活字“輶”，但字号行上却留出一个四方孔。上海博物馆藏有1215年金代“贞佑宝卷”五贯八十足陌铜版，其中字料和字号行上各留出一个四方孔未植字。对比这两张钞币，可见铜板上留的方孔是为植入字粒，因为钞币版是铜版，植入的字粒必是铜活字；钞币铜板上除字料字号外还有印造库使、宝卷库使、宝卷副使、攒司、督造库掐等八个铜活字。金代在1154年就开始印铜版宝钞，因此金代在1154年就有铜活字；北宋用铜版活字印钞票应早于金朝，但未有早於1154年的北宋实物，现存最早的北宋行在会子库是1161年印的，其中有三个字歪斜排列，与其它字大小不同，应当是植入的铜活字。不容置疑中国最迟在12世纪初就通行铜活字，最早当在11世纪北宋出现的铜版活字纸币交子（pp. 41-54）。
元朝王祯在《造活字印书法》提到南宋有人使用锡做为活字：“近世又铸锡作字，以铁条贯之作行，嵌于盔内界行印书”（pp. 41-54）。
1287年起发行的貳贯至元通行宝钞上有铜活字“劭”，文物现存内蒙古自治区额齐纳旗文物管理所（p. 75）。1341年至1345年刊行的《御试策》铜活字本现藏中国国家图书馆（p. 79）。
1375年大明通行宝钞壹貫铜版有“泉字參拾號”5个铜活字，文物现藏贵阳市博物馆（p. 81）。明孝宗弘治三年（1490年），江苏无锡印书家华隧，用铜活字排印书籍千余卷。台北國家圖書館所藏的1490年华燧铜活字《宋诸臣奏议》是中国现存最早的全金属活字印刷品（p. 196）。1502年華珵尚古斋刊行铜活字本渭南文集50卷剑南集8卷（p. 88）。无锡安国的桂坡馆主要以铜活字印书著名。安国造活字印书约始于正德7年(1512年)左右。其桂坡馆所印书籍很多，如今依然可考的有《颜鲁公集》15卷、《补遗》1卷、《初学记》30卷、《吴中水利通志》17卷、《重校魏鹤山先生大全集》109卷等10种。其中《正德东光县志》是国内唯一用铜活字印的地方志。
1500年-1508年常州人用铅和铜活字排印书籍（p. 89）1517年浙江刊行铜活字诸葛孔明心书，现藏上海图书馆（p. 89）1521年无锡商人安国用铜活字刊行《东光县志》6卷，1524年刊行铜活字《吴中水利志》17卷，1524年至1534年刊行铜活字版《古今合璧事类考》69卷（p. 89）。1552年明嘉靖刊铜活字兰墨印本《墨子》15卷，现藏中国国家图书馆（p. 91）。明神宗万历二年（1574年），铜活字排印《太平御览》1000卷。明代铜活字本包括《宋诸臣奏议》、《渭南文集》、《石湖居士集》、《曹子建集》、《蔡中郎文集》、《吴中水利通志》、《唐人集》、《玉台新咏》等。

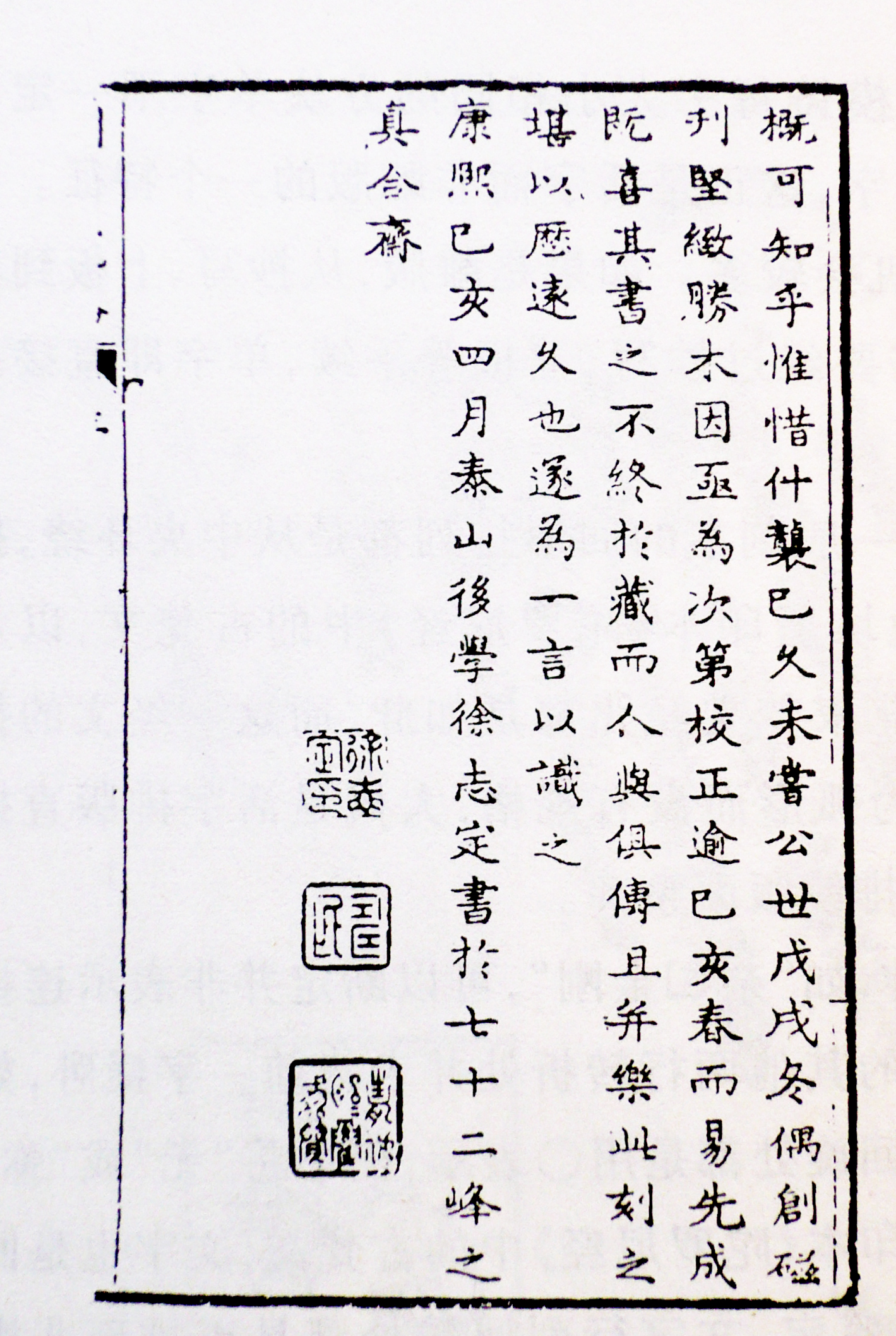
1719年徐志定瓷活字《周易说略》

康熙二十五年1686年在常州刊行的铜活字本《文苑英华律赋选》现藏中国国家图书馆（p. 98）。清世宗雍正三年（1725年），内府制造25万枚铜活字，排印66套《钦定古今图书集成》，共万餘卷，1.6亿字。内府制造的铜活字，中间也有小孔，用铁丝贯穿，和元代王祯所述宋代锡活字中有小孔一脉相承（p. 52）。
现存清代活字刊本还有〈常州府志》、《近台记闻》、《无锡县志》、《精订纲鉴二十一史通俗衍义》、《红楼梦》、《萬曆野獲編》、《续资治通鉴长篇》、《学海类篇》、《南疆译史勘本》、《仙屏书屋初集》、《音学五书》、《琳琅秘室丛书》等。清道光二十六年（1846年）福建林春祺的福田书海费银20万两铸造20万枚铜活字刊印顾炎武《音论》和《诗本音》共12册及《军中医方备要》2册（p. 99）。1850年广东佛山镇唐氏用锡活字印刷彩票和《文献通考》（p. 200）。
1907年，法国考古学家伯希和在敦煌发现1300年的几百枚全套维吾尔文字母活字。1928年中国考古队在吐鲁番地区发现带汉字的维吾尔文活字印本。

### 陶瓷活字
王祯在《农书》中叙述陶制活字（p. 188）。1719年山东泰安举人徐志定用瓷板印刷《周易说略》（p. 187）。

## 傳播

### 朝鮮半島和日本

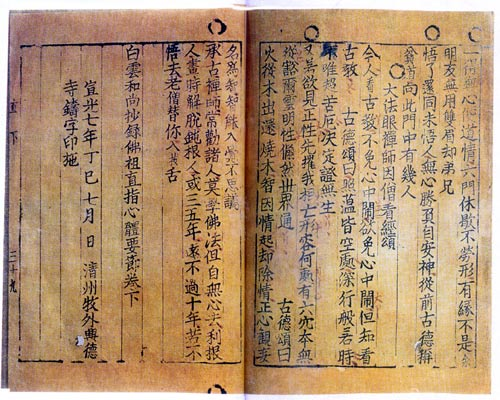
高丽《白雲和尙抄錄佛祖直指心體要節》，世界现存最古老的金属活字本

高丽的活字印刷术最初是从中国引进，《南明泉和尚颂证道歌》（1239-1242年）是现存最古老的韩国木刻活字本书籍，现存的两个版本已被列为韩国国宝第758-1号和第758-2号。后来，高丽人改进为使用铜活字，于1234年将崔允儀编纂《详定古今礼文》用铜活字印刷出版，该书是世界历史上最早的金属活字本，但毁于蒙古入侵。1377年青州牧（今韩国忠清北道清州市）兴德寺印制的《白雲和尚抄錄佛祖直指心體要節》是2001年联合国教科文组织认定的现存世界上最古老的金属活字本，已被列入世界记忆遗产名录:105-106。
16世纪末，日本用活字刊行《古文孝经》、《劝学文》。

### 菲律宾和越南
西班牙占据菲律宾以后，便利用当地华人（主要是福建移民）印刷宗教书籍。早期菲律宾主要有拉丁文和西班牙文书籍以及漢語方言的拉丁化拼音译本。西方的活字印刷术因此传入菲律宾。

### 臺灣
臺灣第一部活字印刷機，是由英國長老教會帶來，其所印刷報刊主要在教會信眾間流通。

## 欧洲
約翰尼斯·古騰堡在十五世紀的歐洲發展了活字印刷術，晚了中國數百年。是否為他獨立發明而沒受其他文化的影響，這問題目前學界因缺乏證據傾向不做定論。但他的發明在西方世界引發了一次媒介革命，並被廣泛認為是現代史上的最重要事件之一。1584年西班牙历史学家传教士胡安·岡薩雷斯·德·門多薩在所著《中华大帝国史》中提出，古騰堡受到中国印刷技术影响；中国的印刷术，通过两条途径传入德国，一条途径是经俄罗斯传入德国，一条途径是通过蒙古商人及阿拉伯商人携带书籍传入德国，古騰堡以这些中国书籍，作为他的印刷的蓝本（第8章：纸与印刷术的西传）。漢學家安田朴曾以“歐洲中心論欺騙行為的代表作：所謂古登堡可能是印刷術的發明人”為題，論證歐洲的活字印刷術來源於中國。然而，約瑟夫·P·麥克德莫特聲稱“沒有任何文字表明1450年之前歐洲存在或知曉任何種類的亞洲活字印刷術或活字印刷術印記”。
有意大利人则将活字印刷的發明归功于威尼托出生的意大利印书家帕菲洛卡·斯塔尔迪，傳說他见到马可波罗从中国带回来的雕版印刷，受其啓發，他發明了活字法印书。意大利人为此特地在他的出生地树立他的雕像作为纪念。
1440年左右，約翰內斯·古騰堡的鉛字的活字印刷，很快在歐洲傳播開來。1463年传入意大利。1479年传入法国。1476年传入英国。到1500年时，就基本传遍了欧洲大大小小的商业中心，實質上推進了印刷形成工業化。
1727年，奥斯曼外交官易卜拉欣·穆特费里卡在伊斯坦布尔开设了首个由穆斯林主持的活字印刷厂，这意味着活字印刷术首次传入今土耳其地区和伊斯兰世界。
在電腦排版流行以後，活字印刷逐漸消聲匿跡。

## 西式鉛字印刷傳入中國

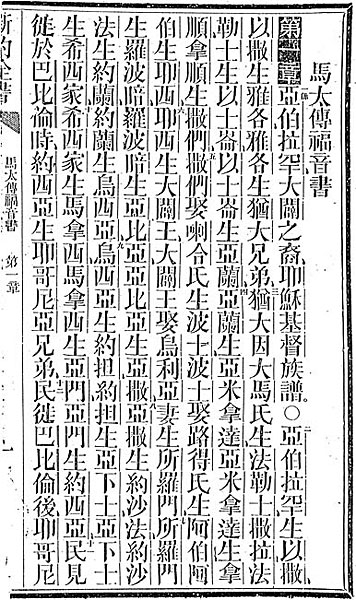
台約爾 1833年 金属活字版马太福音

18世纪初，巴黎曾刻出一套十万余字的木刻汉字，但规模过于庞大，难以使用。19世纪初英国的瓦兹曾造出一套准确的活字，但成本如此之高，普通汉字印刷没有希望能够使用。所幸1827年至1835年，英國倫敦傳道會热心的傳教士撒母耳·台約爾在马六甲，结合欧洲的工艺和华侨工匠的手艺，研究和设计了汉字活字陽文鋼模、陰文銅模，铸造汉字金属活字三千余字，他的汉文活字既价廉又物美。他第一次成功地用金属活字印刷了汉字圣经。

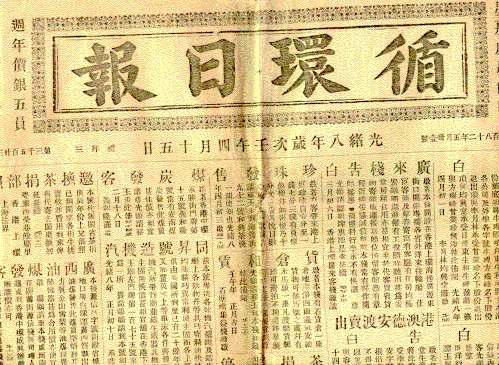
1874年王韜創辦的《循環日報》是用西式中文鉛活字排印的第一家華資中文日報

1839年，英國倫敦傳道會傳教士理雅各將馬六甲英華書院及其印書廠的華文活字和印刷機器，遷往香港。香港首份華文報章《遐邇貫珍》就是用英華書院的漢字活版印刷廠印刷發行的。當時英華書院鑄造的中文活字，世界聞名：俄國沙王欽差大臣、法國巴黎學會、新加坡政府、太平天國、兩廣總督、上海道台、清廷總理衙門等，都先後購買過英華書院鑄造的中文活字，或全套活字銅模，是為西人鑄造的中文鉛字傳入中國之始。
1843年英國倫敦會傳教士麥都思、美魏茶、慕維廉、艾約瑟等在上海創建墨海書館，是上海最早的擁有西式漢文鉛印活字設備的印刷機構。墨海書館刊行的鉛活字本，包括裨治文的《大美聯邦志略》等。
1873年英華書院校長理雅各返回蘇格蘭的家鄉；王韜買下英華書院舊址的中文活字印刷厰，在荷李活道29號，創立中華印務總局-世界上第一家採用西式中文鉛字排印書籍的華本印刷廠。1874年王韜創辦的《循環日報》是世界上第一家採用西式中文鉛活字的華資中文日報。

## 相关文化遗产
- 世界上現存最古老的金屬活字本——高丽佛经《直指心體要節》——於1377年在今韩国清州用金屬活字印刷技術印製。聯合國教科文組織在2001年9月確認了《直指》是現存世界上最古老的金屬活字本，並且把它列入世界記憶遺產名錄[31]。
- 2010年11月15日联合国教科文组织保护非物质文化遗产政府间委员会第五次会议通过，中国瑞安的木活字印刷术被列入急需保护的非物质文化遗产名录[32]。

### 書籍
- 北宋 沈括. 《夢溪筆談》.
- 潘吉星. . 北京: 科學出版社. 1997.
- 潘吉星. . .
- 潘吉星. . . 遼寧科學技術出版社. 2001.
- 钱存训. . 2004. ISBN 7-5633-4472-1.
- 徐忆农. . 2002. ISBN 7-8064-3795-9.